# Bryllup - Simonsen
Bryllup - Simonsen er en dokumentar- og stumfilm med ukendt instruktør.

## Handling
Festdage. Fornemt bryllup med karet og hesteledsagelse. Brudeparret kører i karet fra Vor Frue kirke. Fornemme gæster ankommer til Harald Simonsens palæ på Østre Boulevard. Brudeparret ankommer. Kortegen kører over Kongens Nytorv. OBS! Det drejer sig sandsynligvis om grevinden, ministeren, Erna Hamiltons bryllup der fandt sted den 10. maj 1919. Hun var datter til Harald Simonsen.